# 努拉區
50°15′36″N 71°33′00″E / 50.26000°N 71.55000°E

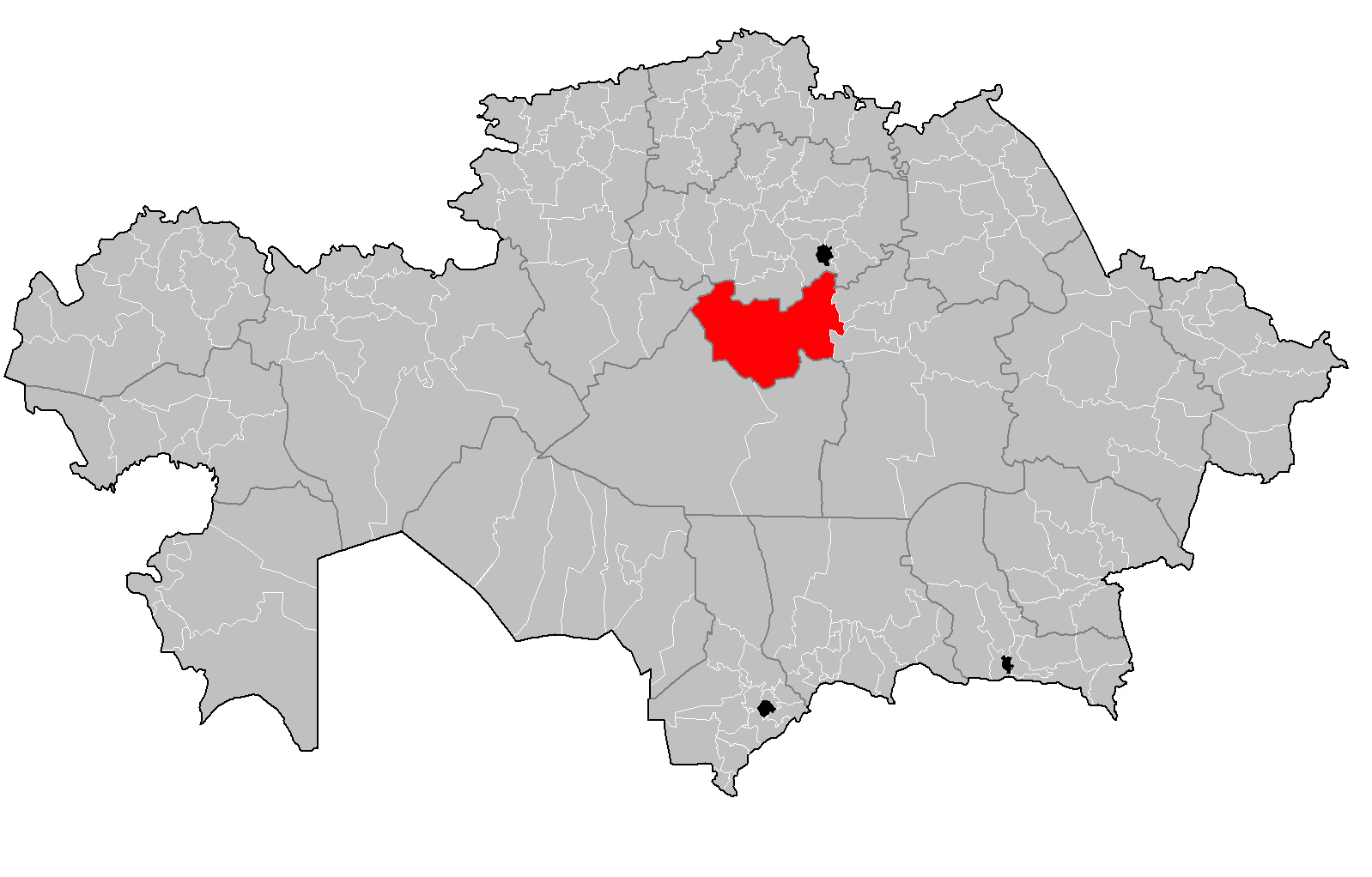

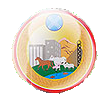

努拉区是哈萨克斯坦的行政区，位于该国中部，由卡拉干达州负责管辖，首府设于努拉 (努拉区)，始建于1928年，面积约46,300平方公里，2019年人口22,569。